# Astegania
Astegania là một chi bướm đêm thuộc họ Geometridae.

## Các loài
- Astegania honesta (Prout, 1908)